# Molophilus (Molophilus) compactus
Molophilus (Molophilus) compactus is een tweevleugelige uit de familie steltmuggen (Limoniidae). De soort komt voor in het Neotropisch gebied.